# Helmuth Perz
Helmuth Perz, eigentlich Helmut Perz (* 6. September 1923 in Ring bei Hartberg; † 28. Jänner 1998 in Graz), war ein österreichischer Langstreckenläufer.

## Karriere
Bei den Olympischen Spielen 1952 in Helsinki schied er über 5000 m im Vorlauf aus und kam über 10.000 m auf den 27. Platz.
1952 wurde er Österreichischer Meister über 10.000 m.

## Persönliche Bestzeiten
- 5000 m: 14:52,4 min, 1952
- 10.000 m: 30:43,0 min, 7. Juni 1952, Graz (ehemaliger nationaler Rekord)